# Rostuša
Rostuša (makedonska: Ростуша) är en ort i Nordmakedonien. Den är huvudort i kommunen Mavrovo i Rostuša, i den västra delen av landet, 80 kilometer sydväst om huvudstaden Skopje. Rostuša ligger 789 meter över havet och antalet invånare är 9 147.